# Goworów

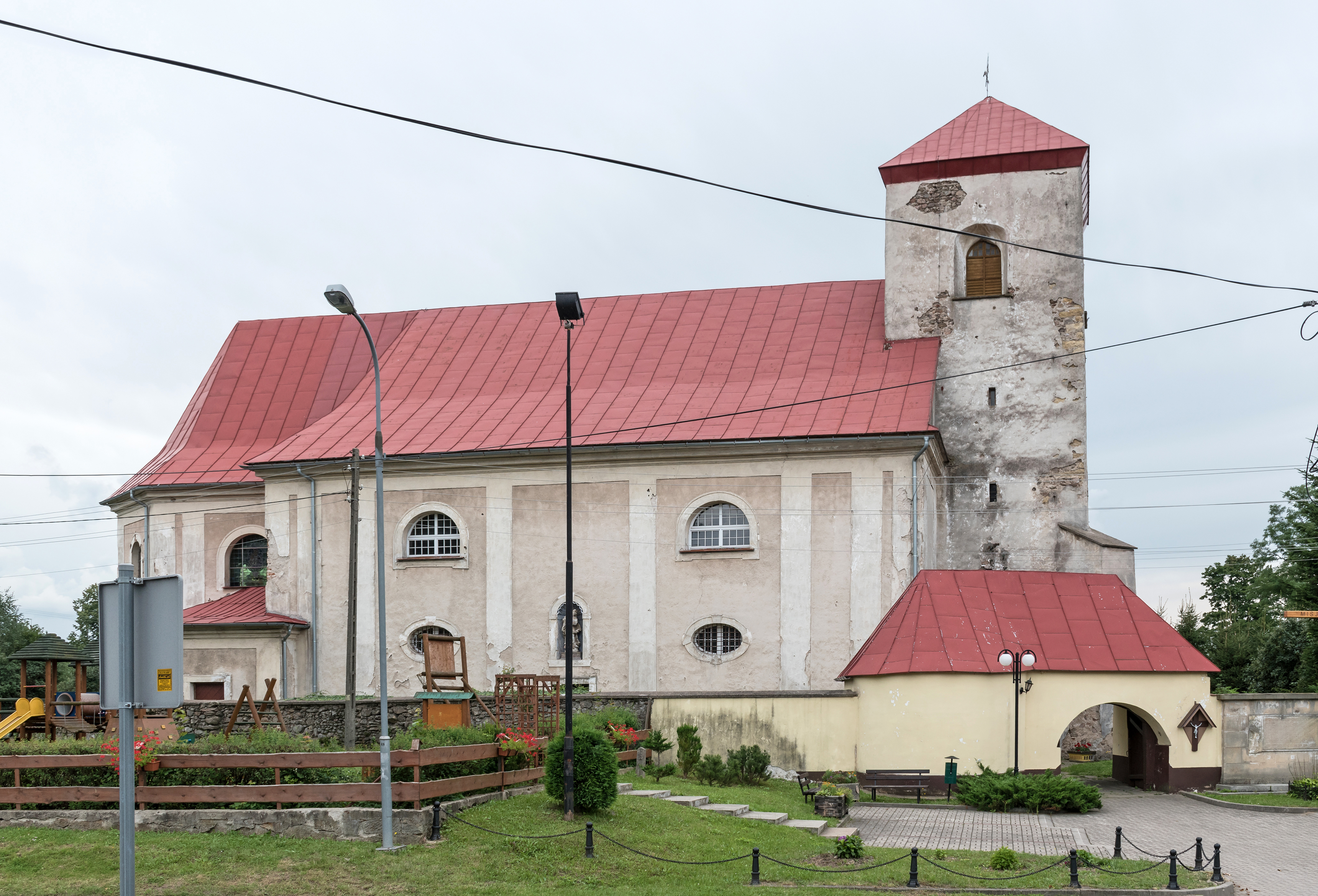
Kościół śś. Piotra i Pawła w Goworowie

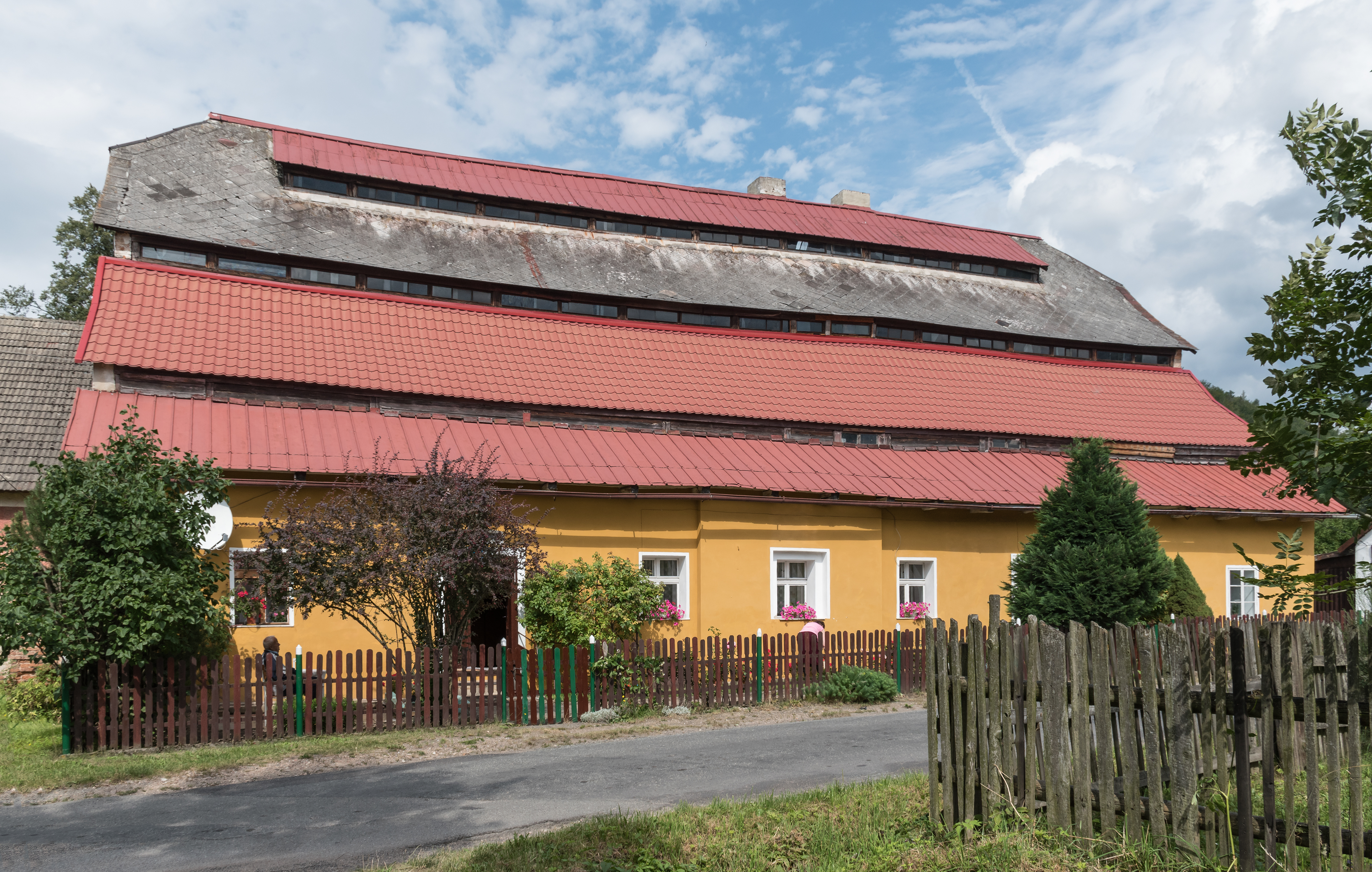
Młyn wodny w Goworowie

Goworów (niem. Lauterbach) – wieś w Polsce położona w województwie dolnośląskim, w powiecie kłodzkim, w gminie Międzylesie.

## Położenie
Goworów to wieś łańcuchowa leżąca u podnóża Masywu Śnieżnika, nad potokiem Goworówka, na granicy Wysoczyzny Międzylesia, na wysokości około 470–600 m n.p.m. Najbliższe otoczenie wsi stanowią rozległe użytki rolne o słabej jakości glebach. Goworów należy do miejscowości rolniczo-letniskowych. Przez wieś biegnie droga z Roztok do Międzylesia oraz odchodzą drogi lokalne do Nowej Wsi i Jodłowa.

## Podział administracyjny
W latach 1954–1961 wieś należała i była siedzibą władz gromady Goworów, po jej zniesieniu w gromadzie Międzylesie-Południe. W latach 1975–1998 miejscowość administracyjnie należała do województwa wałbrzyskiego.

## Historia
Goworów powstał w XIV wieku i przez większość swojej historii związany był z Międzylesiem, należąc kolejno do jego właścicieli. W 1358 r. znalazł się w składzie państewka śnielińskiego, a po jego upadku nadal w dobrach międzyleskich. W roku 1360 był tu już pierwszy drewniany kościół. W 1631 roku duża powódź zniszczyła część wsi, którą szybko odbudowano. W 1582 własność K. Schillinga. W 1653 r. staje się własnością hrabiego von Althanna, w tym samym roku powstaje wolne sołectwo. Od roku 1765 Goworów podzielony był na dwie części, obie należące do hr. von Althanna. Mieszkało w nim 22 kmieci, 33 zagrodników i 22 chałupników. Należał do największych wsi w całych dobrach międzyleskich. W 1785 r. J. K. Ludwig, mieszczanin z Międzylesia, nabył wolne sołectwo i zapoczątkował złoty okres w dziejach wsi, budując dużą tkalnię napędzaną wodą i magazyny. Wyroby tkackie wysyłane były do Hiszpanii i Ameryki Pn. W każdym domu znajdował się warsztat tkacki, dlatego wieś stała się centrum okolicznego tkactwa. Część dworska nadal pozostawała w posiadaniu hr. von Althanna. W okresie wojen napoleońskich następuje upadek wsi. W 1827 r. na skutek trzęsienia ziemi ucierpiało 16 osób, a 13 budynków uległo częściowemu zniszczeniu. W XIX wieku w Goworowie powstały: młyny wodne, olejarnie, tartaki i papiernia. W drugiej połowie XIX w. Goworów staje się znanym letniskiem, powstają gospody, a turyści udają się na Pątnik (punkt widokowy), na którym był krzyż i altana. Przez wieś prowadził uczęszczany szlak na Goworek i Śnieżnik Kłodzki.
W 1945 r. miejscowość w wyniku zmiany granic otrzymał nazwę Goworów, niemiecka ludność została wysiedlona w nowe granice Niemiec, a Goworów zasiedlili m.in. grupy polskich przesiedleńców. W okresie PRL-u, dobre warunki dla rozwoju rolnictwa przyczyniły się do tego, że nie nastąpiło wyludnienie wsi. Po wojnie istniała tutaj papiernia i kamieniołom gnejsów. W latach siedemdziesiątych XX wieku były tutaj 84 gospodarstwa rolne.

## Zabytki
Do wojewódzkiego rejestru zabytków wpisane są obiekty:
- Kościół śś. Piotra i Pawła w Goworowie, filialny z 1508 r., wieża z 1631 r. Na miejscu kościoła filialnego św. Piotra i Pawła, wzmiankowanego w 1360 r., w 1560 r. zbudowano drewniany, by w 1589 roku zastąpić go murowanym. Przebudowano go w 1711 r. Obecnie jest to budowla jednonawowa z wydzielonym prezbiterium, wewnątrz znajduje się kamienna chrzcielnica z XVIII w. Ołtarz główny zawiera obraz patronów. Ponadto w kościele znajduje się ambona z 1720 r., barokowe rzeźby drewniane z XVIII w., prospekt organowy z XIX w.
- Zespół pałacowy oraz park z XVIII-XIX w. z pałacem radcy Ludwiga z 1785 r. W 1905 roku został on przejęty przez Althannów. W 1930 r. działała tam szkoła policji, a po 1945 r. stanowił dom leczniczo-wypoczynkowy ZNP, następnie prewentorium dziecięce. Obecnie znajduje się w remoncie.
- Młyn wodny (nr 68), z 1 ćwierci XX w.

Goworów stanowi największy wiejski zespół zabytkowy, murowany, o cechach charakterystycznych dla pogranicza czesko-śląskiego w otoczeniu Masywu Śnieżnika.